# Constantin Balescu
Constantin Balescu (Turnu Severin, 12. siječnja 1864. – Bukurešt, 1929.) je bio rumunjski admiral i vojni zapovjednik. Tijekom Prvog svjetskog rata obnašao je dužnost zapovjednika rumunjske mornarice.

## Vojna karijera
Constantin Balescu rođen je 12. siječnja 1864. u Turnu Severinu. Od rujna 1881. pohađa francusku pomorsku školu u Brestu koju završava u rujnu 1883. godine. Tijekom 1882. i 1883. godine plovi na francuskom školskom brodu Reine Blanche. Nakon povratku u Rumunjsku u kolovozu 1883., služi u rumunjskoj mornarici i to na brodovima Mircea, Smardan i Rahova. Od svibnja 1889. služi na krstašu Elisabeth na kojem sudjeluje u više trenažnih plovidbi po Sredozemlju. Tijekom službe na krstašu Elisabeta, u svibnju 1891., promaknut je u čin kapetana. Od travnja 1892. nalazi se na službi u luci Sulina gdje služi i na medicinskom brodu Bistrita. U travnju 1894. počinje služiti na brodu Mircea gdje se nalazi jednu godinu, do ožujka 1895., kada je premješten na službu u ministarstvo rata. U travnju 1897. imenovan je zamjenikom zapovjednika krstaša Elisabeta, dok u travnju 1898. postaje zapovjednikom broda Mircea. Nakon što je pomorska škola premještena u Constantu imenovan je 1898. njezinim ravnateljem.
U travnju 1901. Balescu je imenovan zapovjednikom krstaša Elisabeth. Navedenim krstašem zapovijeda do travnja 1902. od kada ponovno služi u ministarstvu rata specijalizirajući se za podvodno naoružanje. U travnju 1905. imenovan je zapovjednikom velike eskadre koja je formirana oko krstaša Elisabeta. U tom svojstvu sudjeluje u razrješavanju diplomatskog spora koji je uzrokovan uplovljavanjem ruskog bojnog broda Knez Potemkin, na kojem je došlo do pobune mornara, u luku Constanta. Od siječnja 1908. zapovijeda Pomorskom bazom u Galatiju, te istodobno Dunavskom flotilom. U lipnju 1912. imenovan je u Glavni stožer, dok iduće, 1913. godine, postaje načelnikom mornaričkog odjela u ministarstvu rata. U svibnju 1913. promaknut je u čin kontraadmirala.

## Prvi svjetski rat
Tijekom Prvog svjetskog rata Balescu obnaša dužnost načelnika mornarice pri ministarstvu rata. Uz navedeno obnaša i dužnost predsjednika Savjetodavnog odbora mornarice. U lipnju 1917. imenovan je zapovjednikom rumunjske mornarice. U tom svojstvu upravlja operacijama rumunjske mornarice na Dunavu i Crnom moru. Kao zapovjednik mornarice jedan je od potpisnika primirja u Focsaniju kojim je sklopljeno primirje između Rumunjske i Centralnih sila, nakon kojeg organizira demobilizaciju rumunjske mornarice. Nakon ponovnog ulaska Rumunjske u rat upravlja zarobljavanjem njemačke vojne tehnike.

## Poslije rata
Balescu je zapovijedao rumunjskom mornaricom do 3. studenog 1920. kada je dao ostavku. Istodobno je promaknut u čin viceadmirala. Te iste godine imenovan je predsjednikom Savjetodavnog odbora mornarice. Preminuo je 1929. godine u Bukureštu. Tijekom života objavio je više stručnih i znanstvenih radova, te je bio članom Rumunjskog zemljopisnog društva, kao i Pomorskog vojnog suda. Njegovim imenom nazvan je i minopolagač rumunjske mornarice, te pomorska škola u Constanti.

## Vanjske poveznice
(rum.) Constantin Balescu na stranici Vapoare.blogspot.hr